# Casimir Friedrich Boos von Waldeck und Montfort
Casimir Friedrich Freiherr Boos von Waldeck und Montfort (* 16. Februar 1724; † 15. Februar 1781 in Trier) war Landkomtur in der Ballei Lothringen und Rektor der Universität Trier.

## Leben
Casimir Friedrich Boos von Waldeck und Montfort entstammte dem Adelsgeschlecht Boos von Waldeck und war der Sohn des kurtrierischen und kaiserlichen Geheimrats Wilhelm Lothar Joseph Boos von Waldeck und Montfort († 1763) und dessen Gemahlin Amalia Sophia Louisa Freifrau von Hohenfeld. Vier seiner Brüder sind wie er in den geistlichen Stand getreten. Ludwig Josef Wilhelm (1734–1813) war Oberhofmarschall und sorgte für den Fortbestand der Familie.
Zunächst als kaiserlicher Grenadierlieutenant in einem Fürstlich-Salmischen Regiment eingesetzt, wurde er gemäß seiner Bitte 1746 in den Deutschen Orden aufgenommen und zum Noviziat zugelassen. Er wurde Kämmerer des Hochmeisters Clemens August von Bayern. 1747 schied er aus dem Dienst und wurde am 7. Januar 1748 in den Deutschen Orden nach vorheriger Aufschwörung mit Ritterschlag in der Kommende Elsen aufgenommen. 
Im April 1751 übernahm er die Kommende Einsiedel, zur Ballei Lothringen gehörend. 
Von 1752 bis zu seiner Ernennung zum Kapitular im März 1757 war er Obristlieutnant und Rittmeister der Kurfürstlichen Leibgarde zu Pferd (Garde du Corps) in Mannheim. Weil er 4.000 Gulden veruntreut hatte, wurde er Ende Juni 1757 vom Hochmeister Clemens August bis zur Begleichung der Schulden suspendiert. Am 8. November 1758 konnte Boos von Waldeck die Schulden ablösen, so dass die Suspendierung aufgehoben wurde. 
Am 8. Mai 1761 empfahl er sich beim neuen Hochmeister Karl Alexander von Lothringen für das Amt des Koadjutors. Nach dem Tod des Landkomturs Johann Hermann Lothar von Zievel am 11. April 1762 gab der Domdechant Karl Ludwig Boos von Waldeck und Montfort, sein Bruder, eine Empfehlung für die Neubesetzung der Stelle. Am 15. Juni 1762 folgte die Ernennung zum Landkomtur in Trier und zum Obristen der kurpfälzischen Kavallerie. Die Ballei Lothringen hatte seinerzeit ihren Sitz in Trier. Von dort aus führte der Landkomtur als deren Leiter die Geschäfte für die verschiedenen zugehörigen Kommenden. Als Komtur der Kommende Beckingen leitete er die Verwaltungsangelegenheiten und beaufsichtigte die unterstellten Vogteien und Zehnthöfe. 
Am 17. August 1763 wurde Boos von Waldeck zum Landkomtur der Ballei Lothringen ernannt und führte eine Balleikasse sowie eine geordnete Buchführung in den Kommenden ein. 
Am 22. September 1767 wurde er zum Generalmajor der kurpfälzischen Kavallerie ernannt.
In den Jahren von 1773 bis 1780 war er Rektor der Universität Trier. Dort stiftete er 1775 einen Prunkofen für den neuen Flügel der Trierer Universität.
Wegen seines gesteigerten Repräsentationsbedürfnisses brachte er die Kommende Beckingen in arge finanzielle Schwierigkeiten. Er ließ dort einen Park mit Alleen und Statuen anlegen und das neue Deutschordens-Schloss erbauen. Seine Pferde konnten aus marmornen Futterkrippen trinken.
Er vernachlässigte die theologische Bibliothek der Kommende und schaffte stattdessen Theater- und Kriegsliteratur, Gartenbauanweisungen, ein Zauberlexikon sowie Werke zur Veterinärmedizin an.
1777 wurde eine Visitation in der Ballei durchgeführt mit dem Ergebnis, dass das Provinzialkapitel Joseph Zweyer von Evenbach zum Nachfolger bestimmte. 

## Sonstiges
Seine Beerdigung war dem Ordensritual angepasst. Ein Stallmeister führte mit einem in schwarze Decken gehülltes Streitross. Als der Sarg in die Gruft hinabgelassen wurde, nahm der Stallmeister einen Dolch und erledigte das Pferd mit einem Stich.

## Auszeichnungen
- 1763 Wirklicher Geheimer Rat